# Den Permanente Udstilling for Dansk Kunsthåndværk og Kunstindustri
 For alternative betydninger, se Den Permanente. (Se også artikler, som begynder med Den Permanente)
Den Permanente Udstilling for Dansk Kunsthåndværk og Kunstindustri, kaldet Den Permanente, var en kooperativ dansk virksomhed og senere en forretning for designprodukter i København.
Den Permanente blev  stiftet 1931 som en kooperativ virksomhed og til at begynde med som et fast samlingssted for udstillere af dansk kunsthåndværk, især møbelsnedkere. Blandt initiativtagerne var Kay Bojesen. Fra salgsudstillingen ved Vesterbrogade i København blev medlemmernes arbejder udbudt til salg efter censurering af en komité, der var valgt af medlemmerne. 
15. juni 1963 besluttede 27 ud af 29 københavnske møbelsnedkere at forlade Den Permanente og åbne deres egen permanente udstilling. Årsagen var en uenighed om udstilling af industrimøbler. Den Permanente blev opløst 1981, og navnet anvendtes en årrække derefter af en forretning, der solgte dansk og nordisk design og kunsthåndværk.